# 이누즈카 유스케
이누즈카 유스케(일본어: 犬塚 友輔, 1983년 12월 13일 ~ )는 일본의 전 축구 선수이다.

## 구단 경력
과거 주빌로 이와타, 방포레 고후, 사간 도스에서 활동하였다.